# Strings (UNIX)
strings（ストリングズ）は、UNIX/Unix系オペレーティングシステムにおけるプログラムであり、これを使えば実行可能ファイルのようなバイナリファイルに埋め込まれているテキスト文字列を見つけることができる。
このプログラムはオブジェクトファイルやコアダンプに対しても使える。
stringsはnull終端の（デフォルトで）4つ以上の印刷可能な文字の並びを探し出し、それを文字列として認識する。いくつかの実装では何を印刷可能な文字として扱うのかを決めるためのオプションが提供されている。これはASCIIではないワイド文字テキストを見つけるのに便利である。
stringsを使う際、grepやfoldにパイプでつなぐことやファイルへ出力をリダイレクトさせることがよく行われる。
これはGNU Binutilsの一部である。

## 例
```
$ strings foobar
Qåtd
/lib/ld-linux.so.2
_Jv_RegisterClasses
__gmon_start__
libc.so.6
puts
_IO_stdin_used
__libc_start_main
GLIBC_2.0
...
```